# Dni NATO w Ostrawie

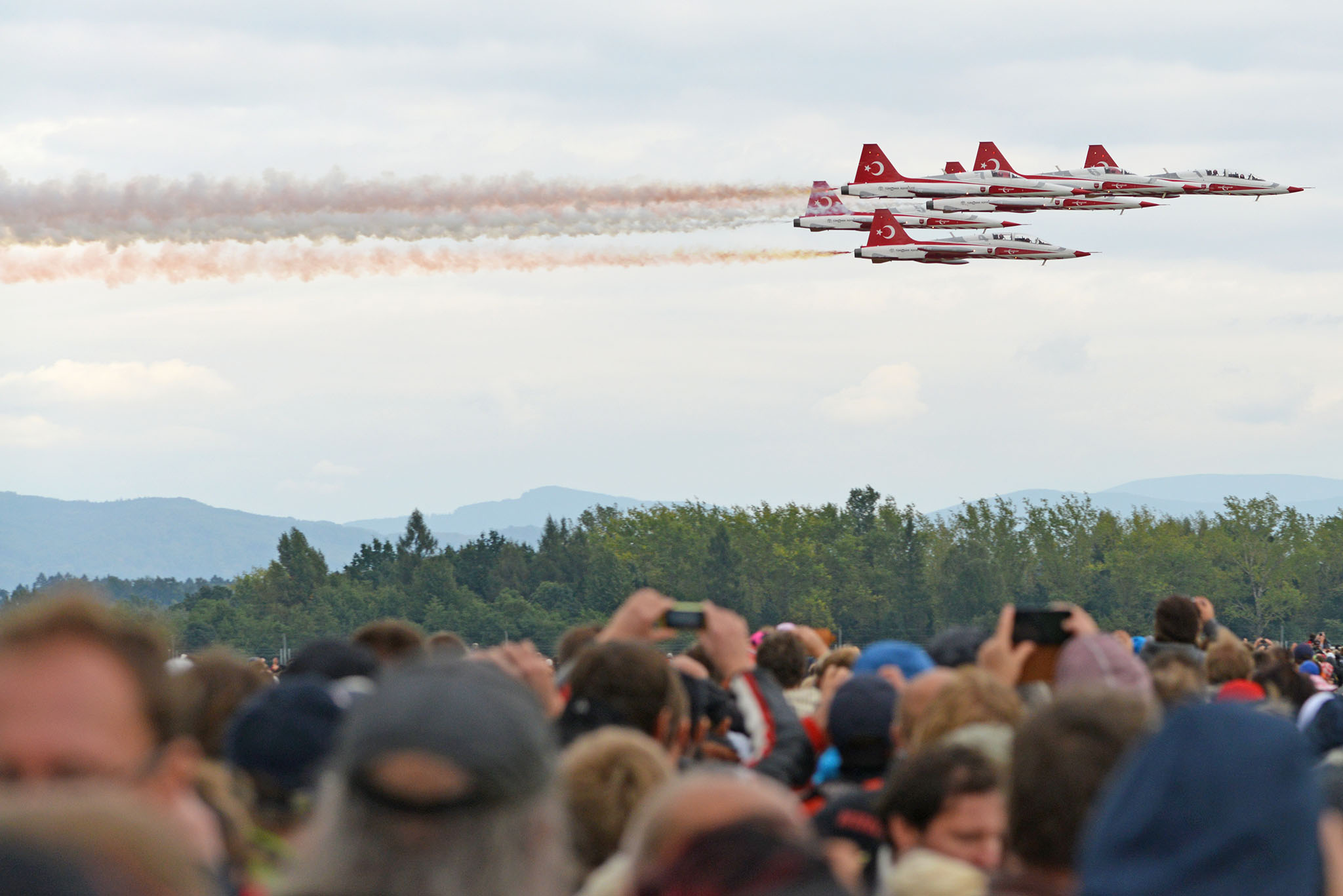
Airshow grupy Turkish Stars, 2013

Dni NATO w Ostrawie (właściwie Dni NATO w Ostrawie połączone z Dniami Czeskich Sił Powietrznych) – jedna z największych imprez lotniczych i militarnych w Europie. Jej celem jest zaprezentowanie publiczności środków i możliwości Republiki Czeskiej i jej sojuszników z NATO w zakresie bezpieczeństwa. Wydarzenie odbywa się corocznie w drugiej połowie września i trwa dwa dni.
Na Dni NATO w Ostrawie składają się spotkania, prezentacje, warsztaty i pokazy sprzętu wojskowego. Odbywają się one na terenie portu lotniczego Ostrawa na lotnisku nieopodal Ostrawy w Czechach.
Impreza jest otwarta i niebiletowana. W 2021 roku po raz pierwszy impreza była biletowana z ograniczoną liczbą widzów, co spowodowane było obostrzeniami związanymi z pandemią COVID-19. Można na niej zobaczyć sprzęt wojskowy, policyjny i ratowniczy. Odbywają się dynamiczne pokazy powietrzne i naziemne jednostek wojskowych i specjalnych oraz pokazy i akrobacje lotnicze. Podczas Dni Nato swoje wyposażenie i umiejętności prezentują również strażacy, policjanci, celnicy, Służba Więzienna, Straż Miejska i jednostki elitarne z krajów NATO oraz państw współpracujących z nim. W 2016 roku swoje reprezentacje wysłało 21 krajów. W 2024 roku ze względu powodzi i podmokłych terenów lotniska pokazy nie odbyły się.
Dni NATO organizowane są od 2001 roku. Pierwotnie była to niewielka impreza w której uczestniczyło 10 tys. widzów. Szacuje się, że w 2016 roku pokazy obejrzało ponad 130 tys. osób. 